# E13 (Maleisië)

De E13 of Lebuhraya Kemuning–Shah Alam (LKSA) (Kemuning–Shah Alam Highway) is een autosnelweg in Maleisië. De snelweg is 7,3 kilometer lang en vormt een verbinding tussen de E5 en Kemuning. De E13 werd afgewerkt in 2010.
E1 ·
E2 ·
E3 ·
E4 ·
E5 ·
E6 ·
E7 ·
E8 ·
E9 ·
E10 ·
E11 ·
E12 ·
E13 ·
E14 ·
E15 ·
E16 ·
E17 ·
E18 ·
E19 ·
E20 ·
E21 ·
E22 ·
E23 ·
E24 ·
E25 ·
E26 ·
E27 ·
E28 ·
E29 ·
E30 ·
E31 ·
E32 ·
E33 ·
E35 ·
E36 ·
E37 ·
E38 ·
E39 ·